# Shigeyoshi Mochizuki
Shigeyoshi Mochizuki (født 9. juli 1973) er en japansk fodboldspiller.

## Japans fodboldlandshold
| Japans landshold | Japans landshold | Japans landshold |
| År               | Kmp              | Mål              |
| ---------------- | ---------------- | ---------------- |
| 1997             | 2                | 0                |
| 1998             | 1                | 0                |
| 1999             | 2                | 0                |
| 2000             | 9                | 1                |
| 2001             | 1                | 0                |
| Total            | 15               | 1                |